# Списък на гербовете на зависимите територии
Списък на гербовете на зависимите територии – съдържа знамена на зависими територии.
За гербове на суверенни държави вижте Списък на националните гербове.

## А
- Герб на Акротири и Декелия
- Герб на Американска Самоа
- Герб на Американските Вирджински острови
- Герб на Ангуила
- Герб на Аруба

## Б
- Герб на Бермудските острови
- Герб на Британската антарктическа територия
- Герб на Британската индоокеанска територия
- Герб на Британските Вирджински острови

## Г
- Герб на Гибралтар
- Герб на Гренландия
- Герб на Гуам
- Герб на Гърнси

## Д
- Герб на Джърси

## К
- Герб на Каймановите острови
- Герб на Кокосови острови
- Герб на Кюрасао

## М
- Герб на Майот
- Герб на Остров Ман
- Герб на Монсерат

## Н
- Герб на Ниуе
- Герб на Нова Каледония
- Герб на Остров Норфолк

## П
- Герб на Питкерн
- Герб на Пуерто Рико

## С
- Герб на Света Елена
- Герб на Северните Мариански острови
- Герб на Сен Бартелми
- Герб на Сен Пиер и Микелон
- Герб на Синт Мартен
- Герб на Сръбска

## У
- Герб на Уолис и Футуна

## Ф
- Герб на Фарьорските острови
- Герб на Фолкландските острови
- Герб на Френска Полинезия
- Герб на Френските южни и антарктически територии

## Ю
- Герб на Южна Джорджия и Южните Сандвичеви острови

## Зависими територии без собствен герб
- Островите Ашмор и Картие, Кораловите острови, Коледен остров и Островите Хърд и Макдоналд използват герба на Австралия.
- Атол Джонстън, Атол Палмира, Остров Бейкър, Остров Джарвис, Острови Мидуей, Остров Наваса, Остров Уейк, Остров Хауленд, Риф Кингман използват герба на САЩ.
- Буве използва герба на Норвегия.
- Остров Клипертон използва герба на Франция.